# Holdingselskab
Et holdingselskab (af eng.: hold; besidde) er et selskab, som besidder kapitalandele i andre virksomheder, hvori selve virksomhedsdriften foregår. Det er altid en selvstændig juridisk person og er oftest stiftet som et anpartsselskab eller aktieselskab.
Som oftest driver holdingselskabet ingen egentlig erhvervsvirksomhed, men der er dog i udgangspunktet ikke noget der forhindrer det. Det ses også, at holdingselskaber driver virksomhed i samarbejde med datterselskaberne.
Formålet med at stifte et holdingselskab er bl.a. at minimere risikoen for ejerne, ligesom formen er forbundet med visse skattefordele: Ejer holdingselskabet mere end 10% af et driftsselskab kan overskuddet i driftsselskabet skattefrit overføres til holdingselskabet. Holdingselskabet bliver således anvendt som en "pengetank", hvorfra der typisk investeres i flere virksomheder. Der er ligeledes skattefordele i forbindelse med salg af en driftsvirksomhed idet det profit man opnår ved salget oftest tilfalder holdingselskabet skattefrit (gælder dog ikke børsnoterede selskaber).
Holdingselskabet og dets datterselskaber omtales ofte som en koncern. De fleste selskaber, der indgår i koncernforhold vil være aktieselskaber eller anpartsselskaber, men det ses også at kommanditselskaber eller partnerselskaber gør det. Ofte kan holdingselskaber kendes på, at de i deres navn slet og ret bærer betegnelsen Holding, f.eks. NKT Holding.
Er man flere der i fællesskab ejer en virksomhed i selskabsform, er det en afgørende fordel at hver deltager ejer sit eget holdingselskab. Det skaber stor fleksibilitet fordi hver deltager kan modtage overskudsandel fra den fælles virksomhed til eget holdingselskab, og herefter selv afgøre, om vedkommende vil afløfte overskud ud til pågældende selv.
Hvis man er virksomhedsejer og ikke har etableret et holdingselskab fra starten, kan man opleve det skattemæssige problem senere, at virksomheden er steget i værdi. Det betyder at de aktier eller anparter man ejer er blevet mere værd. Der 'hænger' således en skat på anparterne eller aktierne. Eksempel: Har man stiftet eget selskab med et indskud på kr. 40.000, og er selskabet senere i tid kr. 400.000 værd, så vil man udløse en skattepligtig avance på kr. 360.000, hvis man 'bare' overfører ejerskabet til selskabet til et holdingselskab. I den forbindelse findes særlige skatteregler, der giver en mulighed for, under overholdes af visse værns regler, alligevel at etablere holdingselskabet uden skattebetaling af de 360.000 kr. Dette kaldes skattefri aktieombytning.